# Emilio Caglieri
Emilio Caglieri (1898 – 1986) è stato un commediografo italiano.

## Biografia
Autore del teatro popolare e leggero il toscano Emilio Caglieri, scomparso nel 1986 all'età di 88 anni, fu direttore della Compagnia del teatro comico di Firenze. 
I suoi numerosi lavori furono resi celebri dalle interpretazioni di Antonio Gandusio (Notte d'avventure, 1938; Resa dei conti, 1940; Commedia senza adulterio, 1944), Tatiana Pavlova (Eliche, 1932) e Angelo Musco (Lo smemorato, 1929). 
I suoi testi fecero parte del repertorio di compagnie dialettali toscane come la “Niccoli” e romanesche come la “Durante”, oltre a essere a tutt'oggi tradotti e messi in scena da gruppi amatoriali delle più svariate regioni.
Tra i suoi tanti lavori si ricordano pure per la straordinaria notorietà e popolarità “La zona tranquilla” a cui si ispirò da uno spunto di Odoardo Spadaro e che a tutt'oggi è ripetutamente presente nei cartelloni di moltissimi teatri, “In città è un'altra cosa” ancora molto spesso rappresentata e ”Firenze - Trespiano e viceversa” con la versione in romanesco “"Alla fermata del 66" per opera della compagnia diretta da Checco Durante rappresentata anche a Milano al Teatro Olimpia nel  settembre del 1956, opera da cui è stato anche tratto il film di Mario Mattoli nel 1954 “Totò cerca pace” con Totò, Ave Ninchi, Giovanni Nannini, Enzo Turco, Cesarina Cecconi e Paolo Ferrari, “Lo smemorato” da cui nel 1936 è stato tratto il film omonimo per la regia di Gennaro Righelli con Angelo Musco e Paola Borboni e altri di cui alcuni diventeranno in seguito nomi illustri e popolari come: Checco Durante, Mario Pisu, Pina Renzi, Franco Coop, Loris Gizzi, Luisa Ferida, Nietta Zocchi, Amelia Chellini, Ugo Sasso, Eva Magni, Mario Colli, Lilla Brignone, Lina Volonghi, Virna Lisi, Luciano Salce, Marcello Mastroianni, Raimondo Vianello, Eleonora Morana, Ennio Balbo, Pamela Tiffin e Luciano Bonanni.
Tra altri suoi lavori si ricordano anche:
- Mistero del cavolo
- Benportante sposerebbe affettuosa
- La mano sulla coscienza
- Il trenino per Vallombrosa : storia di una ferrovia e di un ferroviere a scartamento ridotto
- Notte di avventure
- Donne e guai finessen mai
- Rivoluzione a Bengodi
- Il vampiro galante
- Firenze Trespiano e viceversa
- La dolce aggressione
- La zona tranquilla
- L'alluvione

| Controllo di autorità | VIAF (EN) 67715172 · ISNI (EN) 0000 0000 2177 2449 · SBN SBLV036430 · LCCN (EN) n78003978 |